# 康有溥
康 有溥（こう ゆうふ、Kang Youpu、1867年 - 1898年）は、清末の変法派の人物。字は広仁、号は幼博または大広。康有為の弟。
広東省南海県出身。アメリカの宣教師ジョン・グラスゴー・カー（嘉約翰）について3年間西洋医学を学ぶ。マカオで『知新報』の編集にあたり、上海で大同訳書局を開き、日本の書物を翻訳した。また西樵郷で学校を開き、西洋の知識を教授した。さらに女学堂も創設し、1897年には梁啓超・譚嗣同らと「不纏足会」を結成した。
1898年、戊戌の変法に加わり、八股文の廃止を主張した。しかし戊戌の政変で西太后が政権を奪回すると、譚嗣同・楊深秀・劉光第・楊鋭・林旭とともに斬られた。彼らは戊戌六君子と呼ばれる。